# سيفا كومار
سيفا كومار (11 فبراير 1990 - ) هو لاعب كريكت هندي. لعب مع Andhra cricket team ‏.

## وصلات خارجية
- سيفا كومار على موقع إي آس بي آن كريك إنفو (الإنجليزية)